# Poliedro di Keplero-Poinsot

Poliedri di Keplero-Poinsot con una faccia colorata gialla.

Un poliedro (o solido) di Keplero-Poinsot è un poliedro regolare non convesso, in cui tutte le facce sono formate da identici poligoni regolari (includendo tra essi anche i poligoni stellati) e che ha lo stesso numero di facce che si incontrano in uno stesso vertice.

## Descrizione
Abbandonando la richiesta della convessità, oltre ai cinque solidi platonici si possono costruire altri quattro poliedri regolari. Due — i cosiddetti poliedri di Keplero aventi come eponimo Giovanni Keplero — hanno come facce poligoni regolari stellati. Gli altri due — i cosiddetti poliedri di Poinsot, dal nome del matematico francese Louis Poinsot — sono costruiti in modo che le facce possano interpenetrarsi.
Sono poliedri di Keplero:
- il piccolo dodecaedro stellato che ha come facce 12 pentagoni stellati, ha 12 vertici e 30 spigoli;
- il grande dodecaedro stellato che ha ancora come facce 12 pentagoni stellati, ha 20 vertici e 30 spigoli.

Sono poliedri di Poinsot: 
- il grande dodecaedro che ha 12 facce a forma di pentagoni regolari, ha 12 vertici e 30 spigoli;
- il grande icosaedro ha che ha 20 facce a forma di triangoli equilateri, ha 12 vertici e 30 spigoli.

Denotiamo con {\displaystyle F} il numero delle facce di un poliedro, con {\displaystyle S} il numero dei suoi spigoli, con {\displaystyle V} il numero dei suoi vertici, con {\displaystyle N} il numero dei lati di ciascuna faccia e con {\displaystyle M} degli spigoli che incidono in ciascun vertice. Servendosi di queste notazioni la seguente tabella sintetizza le caratteristiche dei poliedri di Keplero-Poinsot.
| Nome                        | {\displaystyle F} | {\displaystyle S} | {\displaystyle V} | {\displaystyle F-S+V} | {\displaystyle N} | {\displaystyle M} |
| --------------------------- | ----------------- | ----------------- | ----------------- | --------------------- | ----------------- | ----------------- |
| Grande dodecaedro           | 12                | 30                | 12                | -6                    | 5                 | 5                 |
| Piccolo dodecaedro stellato | 12                | 30                | 12                | -6                    | 5                 | 5                 |
| Grande dodecaedro stellato  | 12                | 30                | 20                | 2                     | 5                 | 3                 |
| Grande icosaedro            | 20                | 30                | 12                | 2                     | 3                 | 5                 |

Ciascun poliedro di Keplero-Poinsot è trasformato in sé stesso dal gruppo {\displaystyle I_{h}} delle rotazioni dell'icosaedro.
Il grande dodecaedro e il piccolo dodecaedro stellato sono mutuamente duali; la stessa relazione intercorre fra il grande dodecaedro stellato e il grande icosaedro.

## I poliedri di Keplero-Poinsot nella storia e nell'arte
I poliedri stellati di Keplero sono studiati e raffigurati dall'eponimo nel testo Harmonices mundi (1619).

Tuttavia non si può dire che egli ne sia stato lo scopritore. Il piccolo dodecaedro stellato era già noto ad artisti che, nel XV secolo, si occupavano di arte decorativa: ne troviamo una perfetta raffigurazione a mosaico sul pavimento della Basilica di San Marco a Venezia, attribuita dubitativamente a Paolo Uccello.

Una incisione che riproduce quasi esattamente il grande dodecaedro stellato compare nell'opera Perspectiva Corporum Regularium dell'orafo di Norimberga Wentzel Jamnitzer.

Una trattazione completa e rigorosa dell'insieme dei quattro poliedri regolari non convessi e delle loro proprietà di dualità è stata data per la prima volta da Louis Poinsot nel 1809.

La perfezione estetica dei poliedri di Keplero-Poinsot non può lasciare indifferenti. Scriveva Keplero: «Addi possunt congruentiis perfectissimis regularibus duae etiam aliae congruentiae stellarum duodecim pentagonicarum ...» (latino: «alle 'congruenze' perfettissime e regolari si possono aggiungere anche altre due 'congruenze' di dodici stelle pentagonali»).

Sono numerose le opere grafiche di Maurits Cornelis Escher che utilizzano solidi platonici, poliedri di Keplero-Poinsot, e poliedri derivanti dalla intersezione di poliedri regolari concentrici. Nell'opera Ordine e Caos (1950) un “piccolo dodecaedro stellato” inserito in una sfera di vetro fa da contrasto alla spazzatura che lo circonda.

Escher, in perfetta sintonia con le suggestioni del platonismo che hanno attraversato i secoli scriveva, al riguardo dei poliedri regolari: «Essi simbolizzano il desiderio di armonia e di ordine dell'uomo, ma nello stesso tempo la loro perfezione desta in noi il senso della nostra impotenza. I poliedri regolari non sono invenzioni della mente umana, perché esistevano molto prima che l'uomo comparisse sulla scena...».

## Altri poliedri stellati

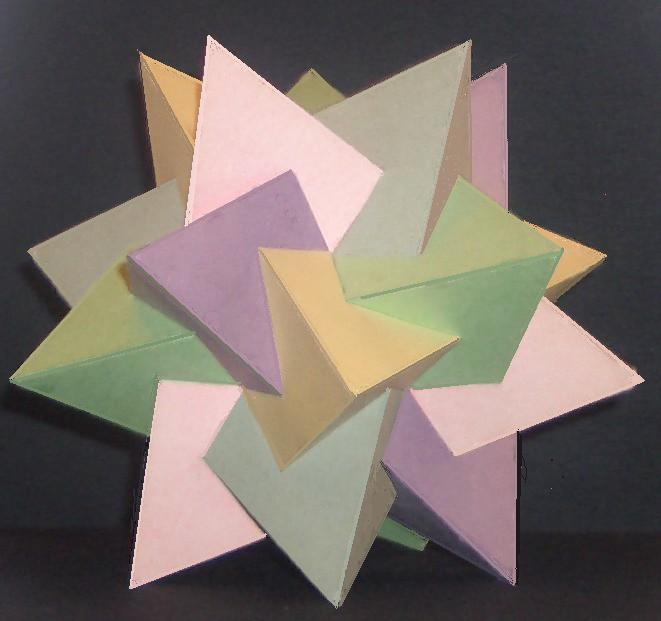
Cinque tetraedri intrecciati

La nozione di poliedro regolare si può estendere per comprendere i cosiddetti poliedri intrecciati o poliedri composti, poliedri per i quali cade il requisito che due vertici possano sempre collegarsi attraverso un cammino fatto da spigoli e per i quali la regolarità consiste nell'invarianza rispetto al gruppo delle rotazioni che permutano opportunamente l'insieme dei suoi vertici. L'insieme di questi poliedri, oltre ai poliedri regolari e ai poliedri di Keplero-Poinsot, contiene i seguenti “poliedri stellati”.
- Il sistema di due tetraedri platonici mutuamente simmetrici rispetto al centro comune (la cosiddetta “stella octangula”).
- Il sistema di cinque tetraedri platonici concentrici i cui vertici si dispongono come i vertici del dodecaedro platonico.
- Il sistema di dieci tetraedri platonici che si ottiene considerando due sistemi come quello del punto precedente mutuamente simmetrici rispetto al centro comune.